# Thomas Cole John
Thomas Cole John est un missionnaire anglican né à Hastings, dans la colonie britannique de Sierra Leone, en 1832. Il est le fils de deux haoussas appartenant aux communautés d'esclaves libérés (en) qui ont été contraints de s'installer dans la colonie. Il a principalement officié comme missionnaire dans la ville de Lokoja, entre 1865 et 1875 puis de nouveau entre 1878 et 1883, au service de la Church Mission Society. Il a également contribué aux premières recherches linguistiques sur la langue haoussa, participant notamment à la conception de l'ouvrage inaugural de la littérature imprimée haoussa au XIXe siècle Magana hausa.

## Biographie

### Jeunesse
Thomas Cole John est né à Hastings (en), une petite ville proche de Freetown, probablement en 1832. Comme une grande partie des habitants de la colonie à cette époque, les parents de John sont d’anciens esclaves haoussas affranchis par la marine britannique. Il est élève dans l'école missionnaire anglicane d'Hastings, où il suit l’enseignement du révérend de la CMS (Church Mission Society) John Ulrich Graf (en) . Puis il part étudier à Freetown et entre à la Freetown Grammar School (en) en 1851 et ensuite au Fourah Bay College, premier établissement universitaire de modèle occidental fondé sur le continent africain par les Britanniques en 1827 dont l'objectif était de former les futurs missionnaires anglicans.
Après ses études, John intègre les rangs de la CMS et devient catéchiste à Benguema (en) de 1863 à 1864, sous la surintendance du révérend Edward Jones (en). Il rencontre notamment à cette occasion James Frederick Schön, chapelain de l’hôpital Melville à Chatham et missionnaire pour la CMS. À cette époque, Schön a déjà effectué plusieurs missions d'exploration sur le fleuve Niger et a commencé à étudier la langue haoussa. Voyant dans cette rencontre une opportunité d'approfondir ses travaux, Schön recommande alors John auprès de l’évêque pour le sud du Nigéria Samuel Ajayi Crowther, le premier évêque noir de l’Église anglicane, consacré un an plus tôt.

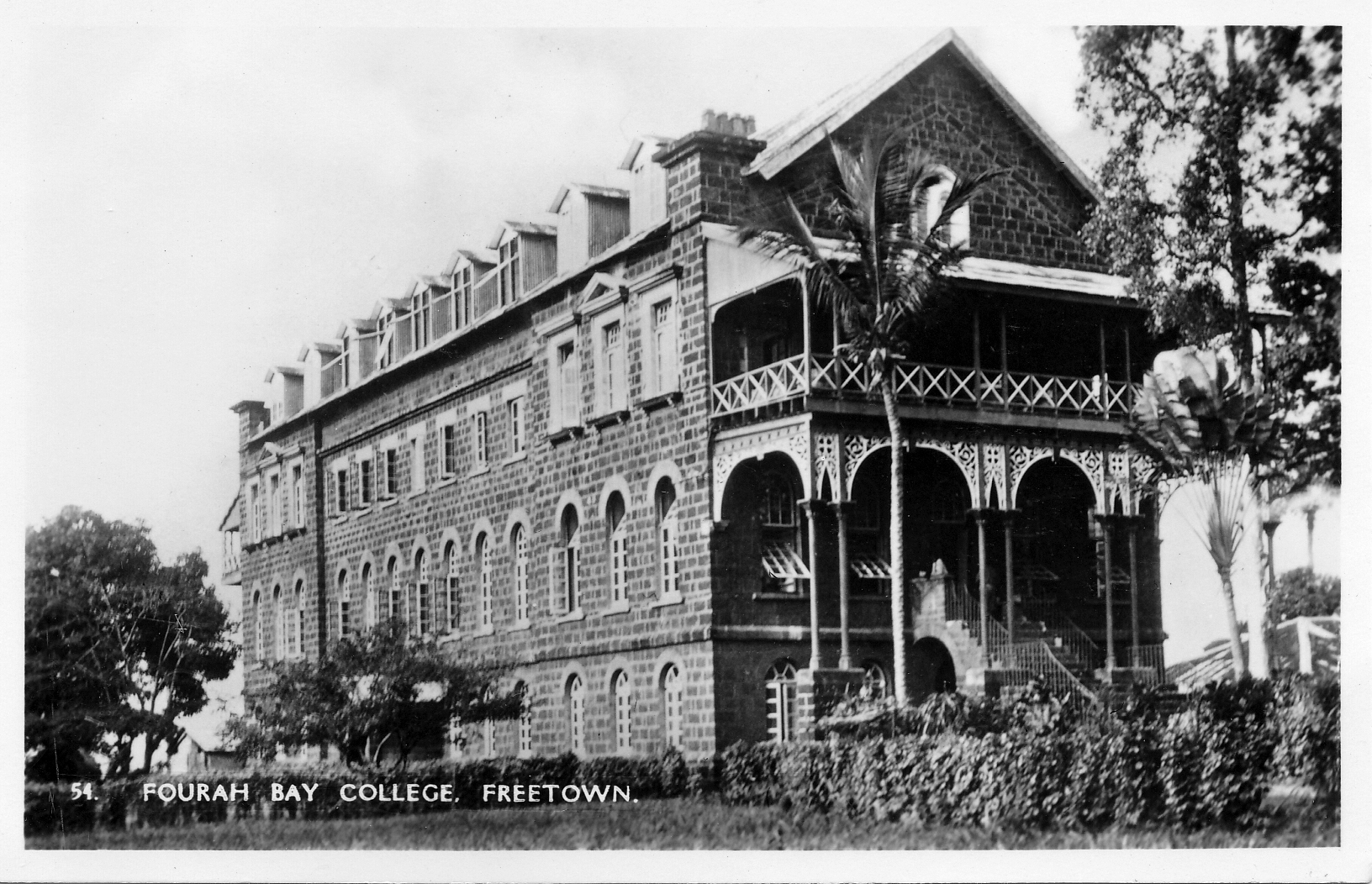
Fourah Bay College à Freetown (Sierra Leone)

Thomas Cole John est ordonné diacre le 29 juin 1865, puis le, 9 juillet suivant pasteur par le révérend Crowther, qui l'envoie comme missionnaire dans la station de Lokoja, située à la confluence entre le fleuve Niger et la rivière Bénoué (que John nomme respectivement Quorra et Tshadda dans ses écrits, d'après leurs noms en haoussa et en anglais à cette époque). Fondée à partir d'une ferme modèle installée en ce lieu par Schön et Crowther durant l'expédition sur le fleuve Niger en 1841 (en), cette station a auparavant été administrée par le docteur William Balfour Baikie jusqu'à sa mort en 1864. John part alors de Sierra Leone et arrive en août 1865 à Lokoja, où il entame son travail de missionnaire en tant que référent de la Confluence CMS Mission.

### Activité de missionnaire
Le premier séjour de Thomas Cole John à Lokoja dure dix ans, de 1865 à 1875. Lokoja est une ville où vivent des populations variées, musulmanes et non musulmanes, haoussas, igbos ou nupes, et des chrétiens venus avec les Britanniques depuis la Sierra Leone ou Lagos, pour la plupart d'anciens esclaves libérés par les Britanniques et récemment convertis. Ces chrétiens avaient déjà commencé à organiser des messes, mais John fait construire une église, nommée église de la Trinité, deux chapelles, une école de catéchisme et une maison pour la mission.

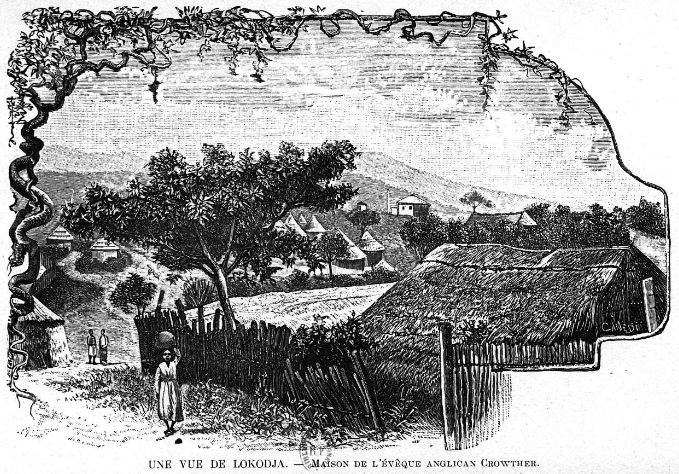
Gravure de Lokoja (1890)

Comme tous les missionnaires de la CMS, John rédige de nombreux rapports et des journaux sur son travail de missionnaire, qu'il envoie ensuite au comité central de la CMS, ce qui permet de connaître ses activités quasiment au jour le jour. Au-delà de ses activités de prêche et d'enseignement, identiques à celles des missionnaires européens à cette époque, John joue également un rôle politique à Lokoja, notamment après 1870 et l'éviction par le gouvernement britannique de ses propres consuls au prétexte de leurs velléités d'autonomie. La station est alors placée sous l'autorité politique du roi musulman des Nupes Masaba, avec lequel John entretient des rapports diplomatiques constants, notamment par l'intermédiaire de son représentant sur place Jacob Méheux. 

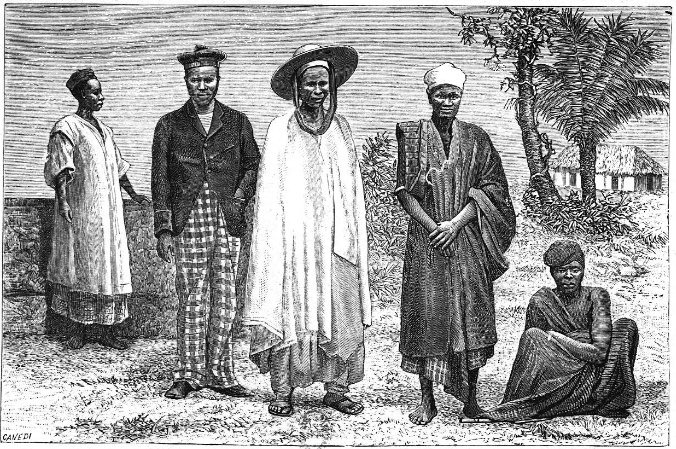
Gravure de Jacob Méheux (au centre), James Thomas (à sa droite) et de trois habitants anonymes de Gbebe

Dans son travail quotidien, John est assisté par plusieurs autres clercs africains, en particulier Charles Paul, qui finit par devenir lui-même pasteur référent de la station de Kipo Hill, plus en amont du fleuve. Ses autres adjoints sont James Thomas, Obadiah Thomas (le fils du premier) et Pythia James Williams. Ensemble, ils officient à la fois dans l'église de la Trinité et dans les chapelles dédiées à des communautés particulières de la station, notamment le peuple de Salam Aleiku qui s'est converti au christianisme à l'arrivée de John dans la station.
La stratégie d'évangélisation de John se construit sur une comparaison avec l'islam, religion majoritaire dans la région en particulier depuis le jihad d'Ousman dan Fodio au début du XIXe siècle. John argumente dans ses prêches sur la supériorité du christianisme à la fois d'un point de vue moral, dans la pratique religieuse en elle-même et vis à vis de l'esclavage. Dans ses textes, il décrit régulièrement les musulmans comme non-civilisés, violents et pécheurs, opinion répandue parmi les missionnaires européens au XIXe siècle.

### Activités de linguiste
En parallèle de son activité de missionnaire à Lokoja, John a joué un rôle précurseur dans les premières études linguistiques sur la langue haoussa, lors de sa collaboration avec James Frederick Schön. Il a notamment collecté et expliqué un nombre important de termes que Schön a ensuite consignés dans ses dictionnaires et lexiques. Il a également pris part aux controverses scientifiques de son époque, en particulier au débat qui a agité tout le XIXe siècle sur le meilleur alphabet à utiliser pour transcrire les langues africaines, au cours duquel il a pris fait et cause pour l'adjami au détriment de l'alphabet de Lepsius.
Cette activité scientifique l'a notamment mené à cesser sa mission à Lokoja pendant plus d'un an, entre 1875 et 1877, pour se rendre au Royaume-Uni et assister James Frederick Schön dans la rédaction de ses ouvrages de linguistique haoussa, à la demande de ce dernier. Durant son séjour, il réside chez Schön à Chatham, qui est à cette époque un lieu de sociabilité important où se croisent plusieurs personnes venues d'Afrique comme Dorugu, Sara Forbes Bonetta ou James Pinson Labulo Davies. Il ne reste cependant pas longtemps sur place malgré la volonté de Schön de continuer leur collaboration, les autorités de la CMS considérant la contribution scientifique de John moins importante que son travail de missionnaire à Lokoja.

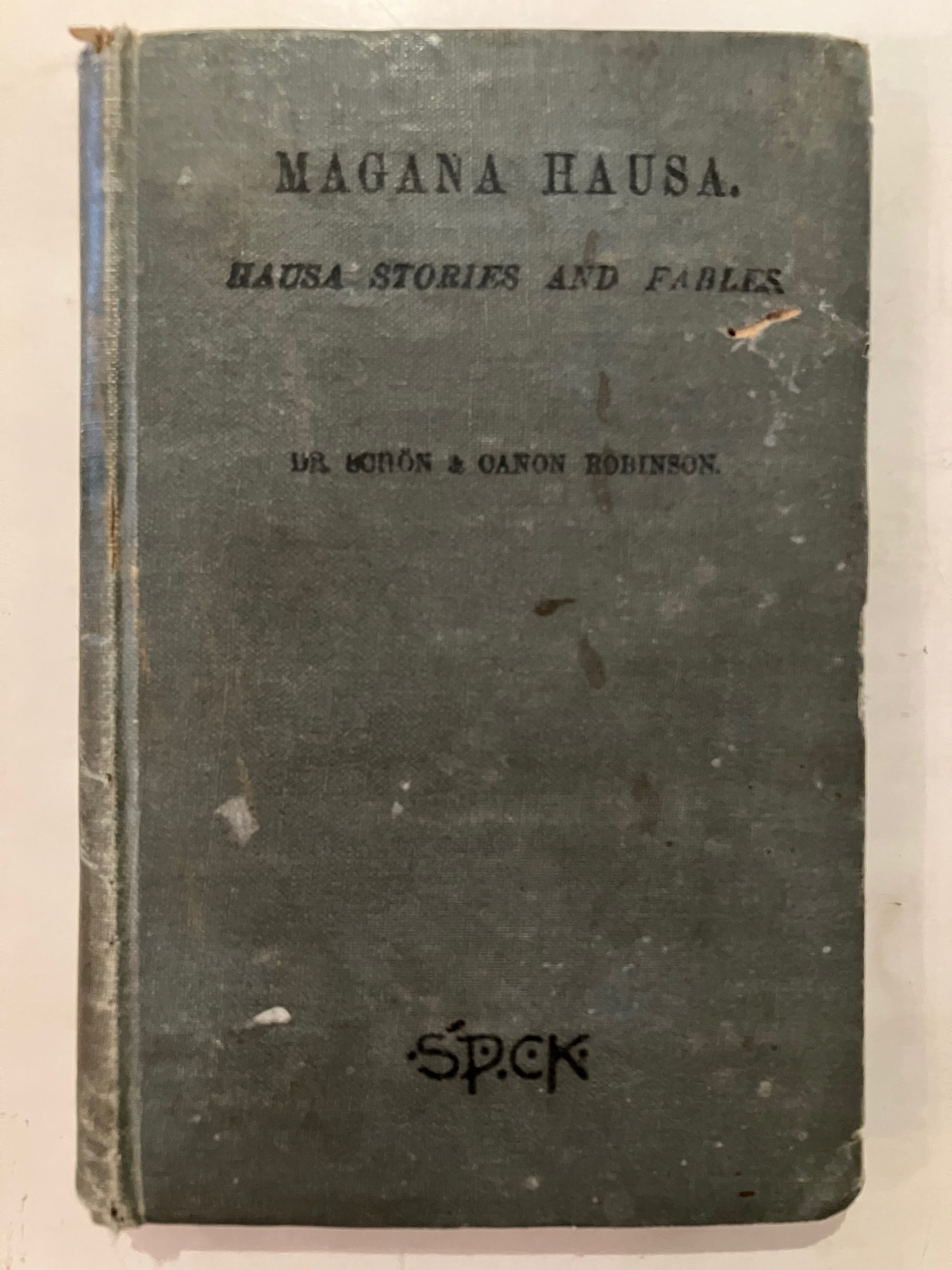
Couverture du Magana Hausa (édition de 1906)

La production linguistique de John s'est également manifestée par la traduction de plusieurs textes liturgiques chrétiens comme le Livre des Psaumes ou le Livre de la Prière commune. Il a également écrit une grammaire haoussa révisée à partir de l'ancienne grammaire de Schön, qui n'a cependant jamais été publiée. D'une manière générale, son travail scientifique a souffert d'un manque de reconnaissance au sein de la CMS et du monde universitaire plus généralement, par comparaison avec ses pairs européens. John n'est ainsi cité que comme un "collecteur" dans la plupart des ouvrages où son nom est mentionné, comme l'Appendice au dictionnaire de la langue haoussa ou le Magana Hausa, tous deux publiés par Schön,. 

### Licenciement de la CMS
La mission de John à Lokoja ainsi que son engagement pour la CMS s’interrompent brutalement en 1883. Ce licenciement intervient trois ans après un rapport virulent à son égard rédigé par Jonathan Buckley Wood, un agent de la CMS envoyé pour inspecter les stations de la mission au Niger. L’activité missionnaire de John y est jugée inefficace, ce dernier n’étant pas vraiment parvenu à imposer le christianisme à la population de la station. De plus, il est accusé de mauvaises mœurs, notamment d’alcoolisme, de vol et de luxure. Un premier procès l’innocente en 1881, mais les dirigeants de la CMS décident malgré tout de l’écarter, jugeant les accusations trop infamantes pour lui permettre de continuer à prêcher sereinement.
Ce licenciement intervient dans une période de bouleversement politique au sein de la CMS. Le dirigeant historique de l’association, le secrétaire honoraire Henry Venn, est décédé en 1873. Avec lui, sa politique favorable à l’autonomie des missions et à la promotion d’Africains comme missionnaires dans les terres de mission en Afrique, qui a favorisé l’ordination de Thomas Cole John, a pris fin. Les nouveaux secrétaires de la CMS ont des objectifs politiques différents, plus en phase avec la politique étatique de colonisation initiée à cette époque par les empires coloniaux occidentaux. Ceux-ci cherchent à reprendre la main sur les missions, et donc à remplacer les agents africains par des agents venus d’Europe. Au même titre que les autres missionnaires africains de la mission au Niger, John fait donc les frais de cette politique, les rapports le concernant étant très majoritairement empreints de racisme.
La lettre annonçant le licenciement de Thomas Cole John est envoyé par le Comité directeur de la CMS à l’évêque Samuel Ajayi Crowther le 19 juillet 1883.